# Y

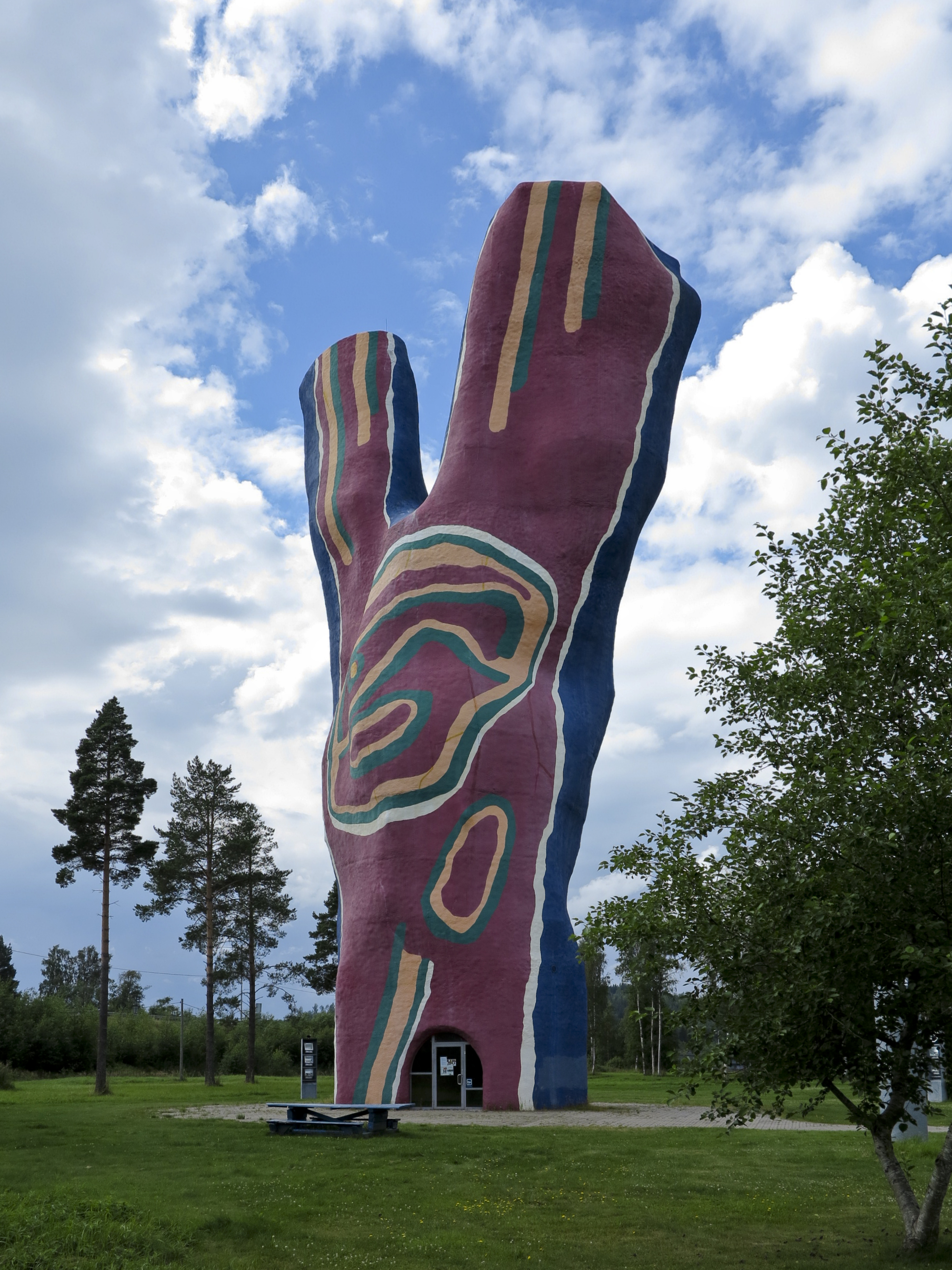
Y:et i Timrå i Västernorrlands län.

Y [yː] (fil) är den tjugofemte bokstaven i det moderna latinska alfabetet. I det svenska alfabetet fungerade det tidigare som bokstav nummer 24, eftersom V och W då sågs som samma bokstav. Y är en av de nio vokalbokstäverna i det svenska alfabetet. 

## Symbol och användning
Y eller y används som symbol för ett antal olika fenomen. De inkluderar nedanstående exempel.

### Versalt Y
- grundämnet yttrium[2]
- länsbokstav för Västernorrlands län[3]
- yotta, SI-prefix för faktorn 1024[4]
- Y (SAB), bibliotekssignum
- admittans (som Y), där SI-enheten är siemens (S)[5]
- Plancks funktion (som Y), där SI-enheten är joule per kelvin (J/K)[6]
- yacht i båtbeteckningarna S/Y[7] eller M/Y[8]

### Gement y
- yokto, SI-prefix för faktorn 10–24[9]
- obekant storhet eller beroende variabel (som y) i matematiken[10]

### Annan användning
- y-axel, den vertikala axeln i ett plant och rätvinkligt koordinatsystem[11]
- Y-anastomos, annat namn på Roux-anastomos[12] (operationsmetod där tunntarmen förbinds med annat kroppsorgan)[13]
- Y-koppling, annat namn för stjärnkoppling (inom elektroteknik)[14]
- Y/D-start, metod för att starta kortslutna asynkronmotorer (inom elektroteknik)[15]
- Y/Y-koppling, kopplingssätt för trefastransformator inom elektroteknik[16]
- Y-kromosom, könskromosom hos djurarter där honor har lika och hanar olika könskromosomer (XX respektive XY)[17]
- y-parameter, parameter (inom ellärans fyrpolsteori) i ett ekvationssystem som beskriver ett elektriskt nät via admittanser[18]
- generation Y, personer födda på 1980- och 1990-talen[19]
- neuropeptid Y (NPY), protein med viss likhet med peptid YY[20]

## Historia
Till det latinska alfabetet kom bokstaven Y från den grekiska bokstaven ypsilon, vilken även gett upphov till bokstäverna U och V. Dit kom bokstaven från ett fornsemitiskt tecken, vilken hette/heter waw på både feniciska och hebreiska. Bokstavsformen föreställde ursprungligen en klubba eller krok.

### Vokal och konsonant
Y-stavning uttalas i många språk som [y] eller liknande. I exempelvis franska är uttalet dock [i], och i det språket uttalas U i regel ungefär som [y]. Y ersätts i tyskan av Ü med motsvarande uttal och användning som i svenskan.
I det svenska alfabetet, liksom i andra alfabet baserade på det latinska alfabetet, är Y placerad mot slutet, mellan X och Z. Bokstaven är en av de nio bokstäverna i det svenska alfabetet som används för att skriva ut vokalljud, liksom en av de fem "mjuka" vokalbokstäverna. Det används i svenskan ofta för ljuden [y] eller [y:], vilket motsvarar en sluten främre rundad vokal. Detta skiljer den både från den slutna främre orundade vokalen [i] och den slutna centrala orundade vokalen [ʉ].
Utöver som vokal fungerar Y i många språk som en konsonant. I många europeiska språk används bokstaven för [j], där bokstaven J istället uttalas som [dʒ] (engelska), [ʒ] (franska och portugisiska) eller [x] (spanska).

### Spanska och nederländska
Bokstaven har kommit att få stor användning i det spanska språket, eftersom det där står för 'och'. Bland annat används tecknet i den spanskspråkiga kultursfären i efternamn i vissa fall som bindeled mellan faderns och moderns efternamn i en persons egna kombinerade efternamn.
I nederländskan används i skrift ligaturen IJ, vilken ibland omskrivs som Y – särskilt i namn; jämför Johan Cruijff och Johan Cruyff.

## Datateknik
I datorer lagras Y samt förkomponerade bokstäver med Y som bas och vissa andra varianter av Y med följande kodpunkter:
| Kod (hex)                                                           | Liten bokstav |                                      | Kod (hex) | Stor bokstav |                                        | Används bl.a. i följande språk             |         |         |         |         |         |         |         |         |         |         |         |         |         |         |         |         |         |         |         |         |         |         |         |         |         |         |         |         |         |         |         |         |         |         |         |         |         |         |         |         |         |         |         |         |         |         |         |         |         |         |         |         |         |         |         |         |         |         |         |         |         |         |         |         |         |         |         |         |         |         |         |         |         |         |         |         |         |         |         |         |         |         |         |         |         |         |         |         |         |         |         |         |
| Unicode                                                             | Unicode       | Unicode                              | Unicode   | Unicode      | Unicode                                | Unicode                                    | Unicode | Unicode | Unicode | Unicode | Unicode | Unicode | Unicode | Unicode | Unicode | Unicode | Unicode | Unicode | Unicode | Unicode | Unicode | Unicode | Unicode | Unicode | Unicode | Unicode | Unicode | Unicode | Unicode | Unicode | Unicode | Unicode | Unicode | Unicode | Unicode | Unicode | Unicode | Unicode | Unicode | Unicode | Unicode | Unicode | Unicode | Unicode | Unicode | Unicode | Unicode | Unicode | Unicode | Unicode | Unicode | Unicode | Unicode | Unicode | Unicode | Unicode | Unicode | Unicode | Unicode | Unicode | Unicode | Unicode | Unicode | Unicode | Unicode | Unicode | Unicode | Unicode | Unicode | Unicode | Unicode | Unicode | Unicode | Unicode | Unicode | Unicode | Unicode | Unicode | Unicode | Unicode | Unicode | Unicode | Unicode | Unicode | Unicode | Unicode | Unicode | Unicode | Unicode | Unicode | Unicode | Unicode | Unicode | Unicode | Unicode | Unicode | Unicode | Unicode |
| ------------------------------------------------------------------- | ------------- | ------------------------------------ | --------- | ------------ | -------------------------------------- | ------------------------------------------ | ------- | ------- | ------- | ------- | ------- | ------- | ------- | ------- | ------- | ------- | ------- | ------- | ------- | ------- | ------- | ------- | ------- | ------- | ------- | ------- | ------- | ------- | ------- | ------- | ------- | ------- | ------- | ------- | ------- | ------- | ------- | ------- | ------- | ------- | ------- | ------- | ------- | ------- | ------- | ------- | ------- | ------- | ------- | ------- | ------- | ------- | ------- | ------- | ------- | ------- | ------- | ------- | ------- | ------- | ------- | ------- | ------- | ------- | ------- | ------- | ------- | ------- | ------- | ------- | ------- | ------- | ------- | ------- | ------- | ------- | ------- | ------- | ------- | ------- | ------- | ------- | ------- | ------- | ------- | ------- | ------- | ------- | ------- | ------- | ------- | ------- | ------- | ------- | ------- | ------- | ------- | ------- |
| U+0079                                                              | y             | LATIN SMALL LETTER Y                 | U+0059    | Y            | LATIN CAPITAL LETTER Y                 | de flesta där latinskt alfabet används     |         |         |         |         |         |         |         |         |         |         |         |         |         |         |         |         |         |         |         |         |         |         |         |         |         |         |         |         |         |         |         |         |         |         |         |         |         |         |         |         |         |         |         |         |         |         |         |         |         |         |         |         |         |         |         |         |         |         |         |         |         |         |         |         |         |         |         |         |         |         |         |         |         |         |         |         |         |         |         |         |         |         |         |         |         |         |         |         |         |         |         |         |
| U+02B8                                                              | ʸ             | MODIFIER LETTER SMALL Y              |           |              |                                        |                                            |         |         |         |         |         |         |         |         |         |         |         |         |         |         |         |         |         |         |         |         |         |         |         |         |         |         |         |         |         |         |         |         |         |         |         |         |         |         |         |         |         |         |         |         |         |         |         |         |         |         |         |         |         |         |         |         |         |         |         |         |         |         |         |         |         |         |         |         |         |         |         |         |         |         |         |         |         |         |         |         |         |         |         |         |         |         |         |         |         |         |         |         |
| U+00FD                                                              | ý             | LATIN SMALL LETTER Y WITH ACUTE      | U+00DD    | Ý            | LATIN CAPITAL LETTER Y WITH ACUTE      | isländska, färöiska, tjeckiska, slovakiska |         |         |         |         |         |         |         |         |         |         |         |         |         |         |         |         |         |         |         |         |         |         |         |         |         |         |         |         |         |         |         |         |         |         |         |         |         |         |         |         |         |         |         |         |         |         |         |         |         |         |         |         |         |         |         |         |         |         |         |         |         |         |         |         |         |         |         |         |         |         |         |         |         |         |         |         |         |         |         |         |         |         |         |         |         |         |         |         |         |         |         |         |
| U+1EF3                                                              | ỳ             | LATIN SMALL LETTER Y WITH GRAVE      | U+1EF2    | Ỳ            | LATIN CAPITAL LETTER Y WITH GRAVE      | walesiska                                  |         |         |         |         |         |         |         |         |         |         |         |         |         |         |         |         |         |         |         |         |         |         |         |         |         |         |         |         |         |         |         |         |         |         |         |         |         |         |         |         |         |         |         |         |         |         |         |         |         |         |         |         |         |         |         |         |         |         |         |         |         |         |         |         |         |         |         |         |         |         |         |         |         |         |         |         |         |         |         |         |         |         |         |         |         |         |         |         |         |         |         |         |
| U+0177                                                              | ŷ             | LATIN SMALL LETTER Y WITH CIRCUMFLEX | U+0176    | Ŷ            | LATIN CAPITAL LETTER Y WITH CIRCUMFLEX | walesiska                                  |         |         |         |         |         |         |         |         |         |         |         |         |         |         |         |         |         |         |         |         |         |         |         |         |         |         |         |         |         |         |         |         |         |         |         |         |         |         |         |         |         |         |         |         |         |         |         |         |         |         |         |         |         |         |         |         |         |         |         |         |         |         |         |         |         |         |         |         |         |         |         |         |         |         |         |         |         |         |         |         |         |         |         |         |         |         |         |         |         |         |         |         |
| U+1E99                                                              | ẙ             | LATIN SMALL LETTER Y WITH RING ABOVE |           |              |                                        |                                            |         |         |         |         |         |         |         |         |         |         |         |         |         |         |         |         |         |         |         |         |         |         |         |         |         |         |         |         |         |         |         |         |         |         |         |         |         |         |         |         |         |         |         |         |         |         |         |         |         |         |         |         |         |         |         |         |         |         |         |         |         |         |         |         |         |         |         |         |         |         |         |         |         |         |         |         |         |         |         |         |         |         |         |         |         |         |         |         |         |         |         |         |
| U+00FF                                                              | ÿ             | LATIN SMALL LETTER Y WITH DIAERESIS  | U+0178    | Ÿ            | LATIN CAPITAL LETTER Y WITH DIAERESIS  | franska, nederländska                      |         |         |         |         |         |         |         |         |         |         |         |         |         |         |         |         |         |         |         |         |         |         |         |         |         |         |         |         |         |         |         |         |         |         |         |         |         |         |         |         |         |         |         |         |         |         |         |         |         |         |         |         |         |         |         |         |         |         |         |         |         |         |         |         |         |         |         |         |         |         |         |         |         |         |         |         |         |         |         |         |         |         |         |         |         |         |         |         |         |         |         |         |
| U+1EF9                                                              | ỹ             | LATIN SMALL LETTER Y WITH TILDE      | U+1EF8    | Ỹ            | LATIN CAPITAL LETTER Y WITH TILDE      | vietnamesiska                              |         |         |         |         |         |         |         |         |         |         |         |         |         |         |         |         |         |         |         |         |         |         |         |         |         |         |         |         |         |         |         |         |         |         |         |         |         |         |         |         |         |         |         |         |         |         |         |         |         |         |         |         |         |         |         |         |         |         |         |         |         |         |         |         |         |         |         |         |         |         |         |         |         |         |         |         |         |         |         |         |         |         |         |         |         |         |         |         |         |         |         |         |
| U+1E8F                                                              | ẏ             | LATIN SMALL LETTER Y WITH DOT ABOVE  | U+1E8E    | Ẏ            | LATIN CAPITAL LETTER Y WITH DOT ABOVE  |                                            |         |         |         |         |         |         |         |         |         |         |         |         |         |         |         |         |         |         |         |         |         |         |         |         |         |         |         |         |         |         |         |         |         |         |         |         |         |         |         |         |         |         |         |         |         |         |         |         |         |         |         |         |         |         |         |         |         |         |         |         |         |         |         |         |         |         |         |         |         |         |         |         |         |         |         |         |         |         |         |         |         |         |         |         |         |         |         |         |         |         |         |         |
| U+0233                                                              | ȳ             | LATIN SMALL LETTER Y WITH MACRON     | U+0232    | Ȳ            | LATIN CAPITAL LETTER Y WITH MACRON     |                                            |         |         |         |         |         |         |         |         |         |         |         |         |         |         |         |         |         |         |         |         |         |         |         |         |         |         |         |         |         |         |         |         |         |         |         |         |         |         |         |         |         |         |         |         |         |         |         |         |         |         |         |         |         |         |         |         |         |         |         |         |         |         |         |         |         |         |         |         |         |         |         |         |         |         |         |         |         |         |         |         |         |         |         |         |         |         |         |         |         |         |         |         |
| U+1EF7                                                              | ỷ             | LATIN SMALL LETTER Y WITH HOOK ABOVE | U+1EF6    | Ỷ            | LATIN CAPITAL LETTER Y WITH HOOK ABOVE | vietnamesiska                              |         |         |         |         |         |         |         |         |         |         |         |         |         |         |         |         |         |         |         |         |         |         |         |         |         |         |         |         |         |         |         |         |         |         |         |         |         |         |         |         |         |         |         |         |         |         |         |         |         |         |         |         |         |         |         |         |         |         |         |         |         |         |         |         |         |         |         |         |         |         |         |         |         |         |         |         |         |         |         |         |         |         |         |         |         |         |         |         |         |         |         |         |
| U+1EF5                                                              | ỵ             | LATIN SMALL LETTER Y WITH DOT BELOW  | U+1EF4    | Ỵ            | LATIN CAPITAL LETTER Y WITH DOT BELOW  | vietnamesiska                              |         |         |         |         |         |         |         |         |         |         |         |         |         |         |         |         |         |         |         |         |         |         |         |         |         |         |         |         |         |         |         |         |         |         |         |         |         |         |         |         |         |         |         |         |         |         |         |         |         |         |         |         |         |         |         |         |         |         |         |         |         |         |         |         |         |         |         |         |         |         |         |         |         |         |         |         |         |         |         |         |         |         |         |         |         |         |         |         |         |         |         |         |
| U+00A5                                                              | ¥             | YEN SIGN                             |           |              |                                        | valutasymbol, yen/yuan                     |         |         |         |         |         |         |         |         |         |         |         |         |         |         |         |         |         |         |         |         |         |         |         |         |         |         |         |         |         |         |         |         |         |         |         |         |         |         |         |         |         |         |         |         |         |         |         |         |         |         |         |         |         |         |         |         |         |         |         |         |         |         |         |         |         |         |         |         |         |         |         |         |         |         |         |         |         |         |         |         |         |         |         |         |         |         |         |         |         |         |         |         |
| ASCII och ASCII-baserade kodningar                                  |               |                                      |           |              |                                        |                                            |         |         |         |         |         |         |         |         |         |         |         |         |         |         |         |         |         |         |         |         |         |         |         |         |         |         |         |         |         |         |         |         |         |         |         |         |         |         |         |         |         |         |         |         |         |         |         |         |         |         |         |         |         |         |         |         |         |         |         |         |         |         |         |         |         |         |         |         |         |         |         |         |         |         |         |         |         |         |         |         |         |         |         |         |         |         |         |         |         |         |         |         |
| 0x79                                                                | y             |                                      | 0x59      | Y            |                                        |                                            |         |         |         |         |         |         |         |         |         |         |         |         |         |         |         |         |         |         |         |         |         |         |         |         |         |         |         |         |         |         |         |         |         |         |         |         |         |         |         |         |         |         |         |         |         |         |         |         |         |         |         |         |         |         |         |         |         |         |         |         |         |         |         |         |         |         |         |         |         |         |         |         |         |         |         |         |         |         |         |         |         |         |         |         |         |         |         |         |         |         |         |         |
| ISO/IEC 8859-1/Latin-1 och Windows-1252 (dessa plus de under ASCII) |               |                                      |           |              |                                        |                                            |         |         |         |         |         |         |         |         |         |         |         |         |         |         |         |         |         |         |         |         |         |         |         |         |         |         |         |         |         |         |         |         |         |         |         |         |         |         |         |         |         |         |         |         |         |         |         |         |         |         |         |         |         |         |         |         |         |         |         |         |         |         |         |         |         |         |         |         |         |         |         |         |         |         |         |         |         |         |         |         |         |         |         |         |         |         |         |         |         |         |         |         |
| 0xA5                                                                | ¥             |                                      |           |              |                                        | valutasymbol, yen/yuan                     |         |         |         |         |         |         |         |         |         |         |         |         |         |         |         |         |         |         |         |         |         |         |         |         |         |         |         |         |         |         |         |         |         |         |         |         |         |         |         |         |         |         |         |         |         |         |         |         |         |         |         |         |         |         |         |         |         |         |         |         |         |         |         |         |         |         |         |         |         |         |         |         |         |         |         |         |         |         |         |         |         |         |         |         |         |         |         |         |         |         |         |         |
| 0xFD                                                                | ý             |                                      | 0xDD      | Ý            |                                        |                                            |         |         |         |         |         |         |         |         |         |         |         |         |         |         |         |         |         |         |         |         |         |         |         |         |         |         |         |         |         |         |         |         |         |         |         |         |         |         |         |         |         |         |         |         |         |         |         |         |         |         |         |         |         |         |         |         |         |         |         |         |         |         |         |         |         |         |         |         |         |         |         |         |         |         |         |         |         |         |         |         |         |         |         |         |         |         |         |         |         |         |         |         |
| 0xFF                                                                | ÿ             |                                      | 0x9F      | Ÿ            | (endast i Windows-1252)                |                                            |         |         |         |         |         |         |         |         |         |         |         |         |         |         |         |         |         |         |         |         |         |         |         |         |         |         |         |         |         |         |         |         |         |         |         |         |         |         |         |         |         |         |         |         |         |         |         |         |         |         |         |         |         |         |         |         |         |         |         |         |         |         |         |         |         |         |         |         |         |         |         |         |         |         |         |         |         |         |         |         |         |         |         |         |         |         |         |         |         |         |         |         |
| EBCDIC-baserade kodningar                                           |               |                                      |           |              |                                        |                                            |         |         |         |         |         |         |         |         |         |         |         |         |         |         |         |         |         |         |         |         |         |         |         |         |         |         |         |         |         |         |         |         |         |         |         |         |         |         |         |         |         |         |         |         |         |         |         |         |         |         |         |         |         |         |         |         |         |         |         |         |         |         |         |         |         |         |         |         |         |         |         |         |         |         |         |         |         |         |         |         |         |         |         |         |         |         |         |         |         |         |         |         |
| 0xE8                                                                | y             |                                      | 0xA8      | Y            |                                        |                                            |         |         |         |         |         |         |         |         |         |         |         |         |         |         |         |         |         |         |         |         |         |         |         |         |         |         |         |         |         |         |         |         |         |         |         |         |         |         |         |         |         |         |         |         |         |         |         |         |         |         |         |         |         |         |         |         |         |         |         |         |         |         |         |         |         |         |         |         |         |         |         |         |         |         |         |         |         |         |         |         |         |         |         |         |         |         |         |         |         |         |         |         |